# Shisui
Shisui (酒々井町, Shisui-machi) est un bourg du district d'Inba, dans la préfecture de Chiba au Japon.

## Géographie

### Démographie
Au 1er décembre 2013, la population de Shisui s'élevait à 21 164 habitants répartis sur une superficie de 19,02 km2.